# Spencer-F.-Byrd-Tiefe
Das Spencer-F.-Byrd-Tief ist ein Meerestief im südöstlichen Teil des Pazifischen Ozeans (Pazifik) und mit 8065 m unter dem Meeresspiegel die tiefste Stelle des Atacamagrabens.
Das Spencer-F.-Byrd-Tief befindet sich im Atacamagraben etwas nördlich des Südlichen Wendekreises nordwestlich des chilenischen Antofagasta. Es liegt bei etwa 23° südlicher Breite und 71° westlicher Länge.